# Rudolf Heyden
Rudolf Heyden (* 16. Januar 1920 in Stettin) war von 1952 bis 1953 Oberbürgermeister von Rostock.

## Leben
Nach dem Besuch von Volks- und Mittelschule absolvierte Rudolf Heyden von 1937 bis 1939 eine Lehre als Export-Import-Kaufmann in Stettin. Seine berufliche Laufbahn begann 1939 als technischer Angestellter bei der Firma Julius Böhm in Stettin. 1940 wurde Heyden zur Wehrmacht einberufen. 1944 lag er mit einer Verwundung in einem Rostocker Lazarett. 
Nach dem Ende des Zweiten Weltkriegs arbeitete er von Juni bis Oktober 1945 als Bilanzbuchhalter im Wohnungsbauunternehmen Neue Heimat in Rostock. 1945 trat Rudolf Heyden in die KPD ein und wurde bereits im Oktober 1945 stellvertretender Vorsitzender der Ortsgruppe Rostock. Im November und Dezember 1945 besuchte er einen Lehrgang an der KPD-Landesparteischule Mecklenburgs in Kühlungsborn. Ab November 1945 übernahm er das Amt des Ersten Sekretärs der KPD-Stadtleitung Rostock. Nach der Zwangsvereinigung von SPD und KPD zur SED 1946 war Heyden SED-Mitglied, von April 1946 bis April 1947 der Vorsitzende der SED-Stadtleitung Rostock.
Im Mai 1947 wurde Rudolf Heyden zum Stadtrat für Handel und Versorgung in Rostock eingesetzt. Er war Stadtverordneter und Vorsitzender der SED-Fraktion im Rat der Stadt. 1950 studierte er an der Verwaltungsakademie in Forst Zinna mit dem Abschluss als Diplom-Staatswissenschaftler. Ab Mai 1952 war Heyden Stadtrat für Inneres, bevor er im Juli 1952 bei der Wahl zum Oberbürgermeister von Rostock Nachfolger von Max Burwitz wurde.
Schon im August 1953 wurde er kommissarischer Leiter der Hauptabteilung Örtliche Organe des Staates beim Ministerpräsidenten der DDR und zog nach Ost-Berlin um. Später wurde er Hauptreferent im Staatssekretariat für Innere Angelegenheiten und Stellvertreter des Staatssekretärs für Angelegenheiten der Örtlichen Räte der DDR.  
Als stellvertretender Bezirksbürgermeister von Berlin-Prenzlauer Berg war Rudolf Heyden Mitglied des Hauptausschusses des Deutschen Städte- und Gemeindetags.